# HJ重工
韓進重工（英語：HJ Shipbuilding & Construction）是一個南韓造船公司，成立於1937年，是一家跨國公司。2010年12月至2011年11月，由於韓進重工業在菲律賓和韓國裁員，導致兩國400名公司進行罷工。